# Frankenthal
Frankenthal é uma cidade da Alemanha localizada no estado da Renânia-Palatinado.

## Geografia
Frankenthal é uma cidade independente (Kreisfreie Städte) ou distrito urbano (Stadtkreis), ou seja, possui estatuto de distrito (kreis).

## Geminações
- Strausberg, Alemanha (1990)

## Imagens

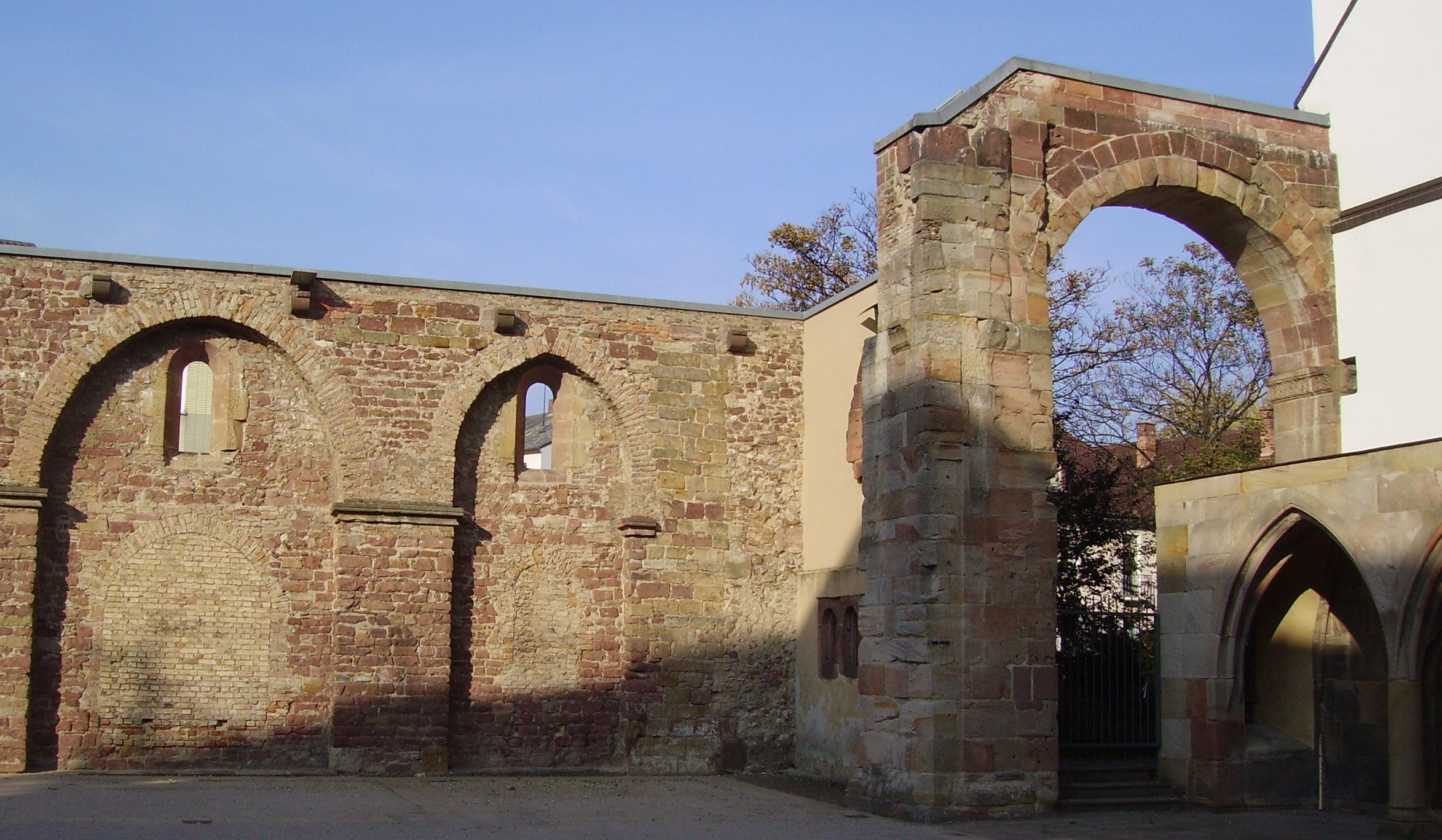
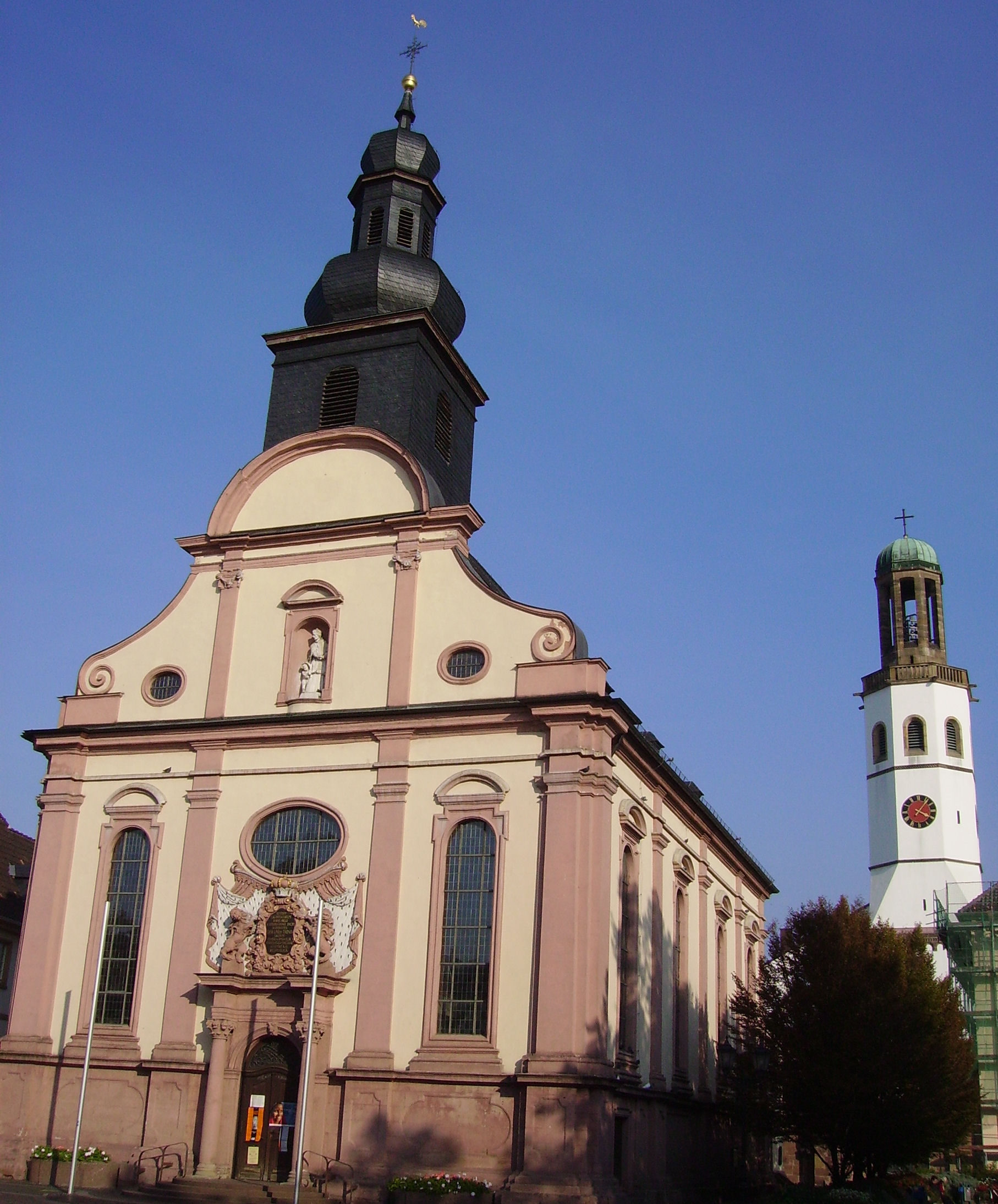

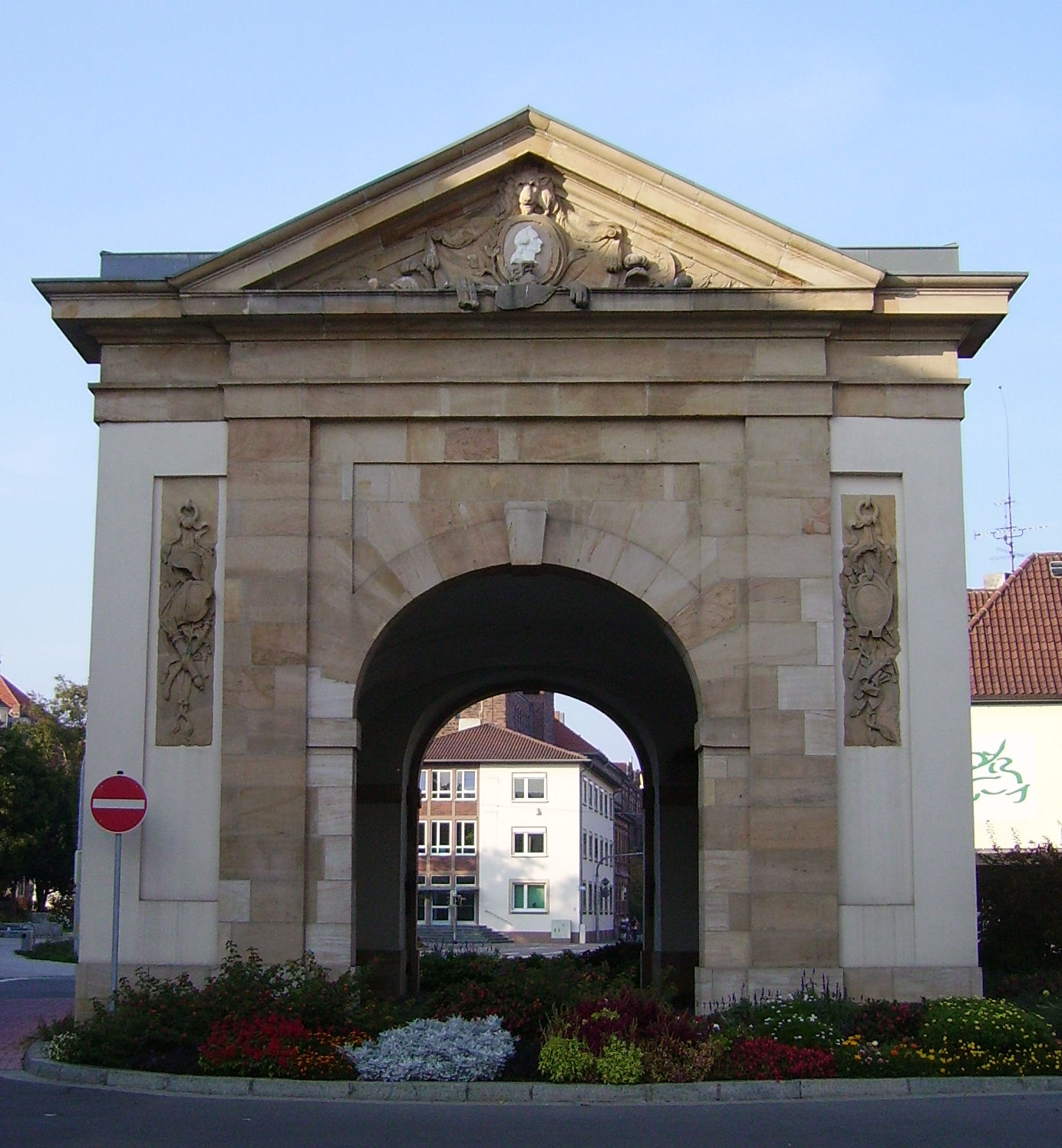
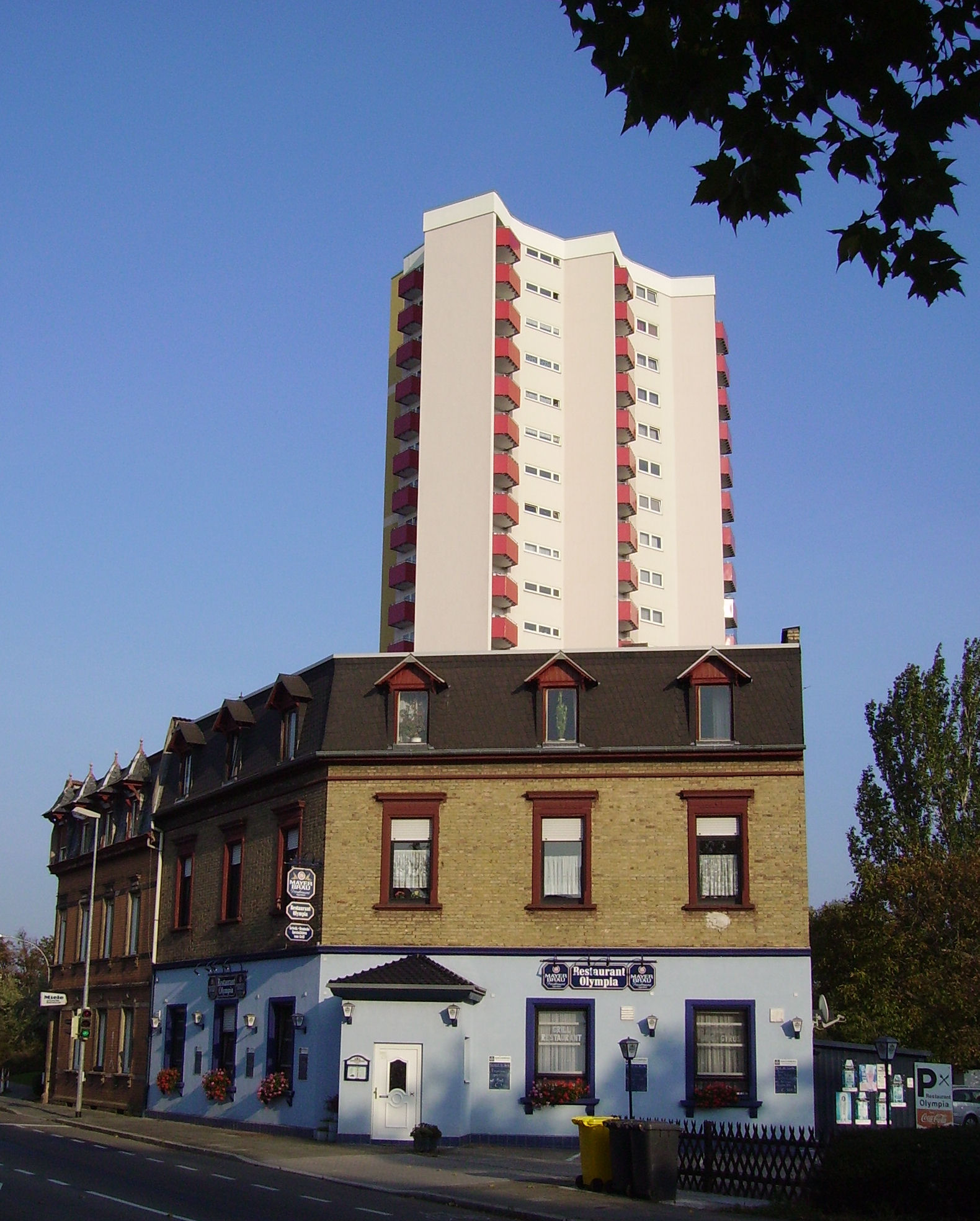